# Splatterpunk
Splatterpunk fue un movimiento dentro de la ficción de terror en la década de 1980, distinguiéndose por su gráfica representación de la violencia, a menudo gore, e "hiperintensivo horror sin límites".
El término fue acuñado en 1986 por David J. Schow en la duodécima World Fantasy Convention (Anexo:Convención Mundial de Fantasía) en Providence, Rhode Island. El splatterpunk es considerado como una reacción contra la "tradicional historia de terror sugestivo". El splatterpunk ha sido definido como "el género literario caracterizado por gráficas descripciones en escenas de naturaleza extremadamente gore".
El relato corto de Michael Shea "La autopsia" (1980) ha sido descrito como la primera historia "proto-splatterpunk".
El splatterpunk provocó una intensa controversia entre los escritores de terror. Robert Bloch criticó el movimiento, declarando "hay una distinción entre aquello que inspira terror y aquello que inspira náusea". William F. Nolan y Charles L. Grant también censuraron el movimiento. Aun así, los críticos R.S. Hadji y Philip Nutman alabaron el movimiento, el último declarando que el splatterpunk era "literatura survivalista" que "refleja el caos moral de nuestros tiempos".
Aunque el género mantuvo cierta prominencia en los años 1980 y 1990, y como movimiento, atrajo un culto que todavía continua, el "splatterpunk" desde entonces ha sido reemplazado por otros géneros. El último éxito comercial importante de splatterpunk se publicó en 1995, una antología de relatos cortos titulada  Splatterpunks II: Over the Edge, que incluye varios ensayos sobre el cine de terror y una entrevista con Anton LaVey. En 1998, un comentarista declaraba que el interés en el splatterpunk declinaba, indicando que tal interés "parecía haber alcanzado la cumbre" a mediados de los 1990. El término todavía se utiliza a veces para describir elementos de terror fuerte, como en la novela de Philip Nutman  Cities of Night.
La lista de escritores principales que cultivaron este género incluye a Clive Barker, Poppy Z. Brite, Jack Ketchum, Joe R. Lansdale, Edward Lee, Shane McKenzie, Wrath James White, Richard Laymon, J. F. Gonzalez, Joe Lansdale, Brian Keene, Monica J. O'Rourke, Matt Shaw, Bryan Smith, Richard Christian Matheson, Robert McCammon, David J.
Schow (descrito como "el padre del splatterpunk" por Richard Christian Matheson), John Skipp, Craig Spector, Edward Lee, y Michael Boatman. Algunos comentaristas también
consideran a Kathe Koja como escritora de splatterpunk.